# سيا جوخالي
سيا جوخالي (من مواليد 15 أغسطس 2005م) لاعبة كريكيت هندية المولد تلعب ضمنمنتخب الإمارات العربية المتحدة للكريكت للسيدات.

## الاحتراف الدولي
في مارس 2022م تم اختيار سيا جوخالي في تشكيلة منخب دولة الإمارات العربية المتحدة للمشاركة في كأس الخليج للسيدات 2022 GCC Women's Gulf Cup والتي أقيمت في مسقط بسلطنة عمان.  في 20 مارس 2022م شاركت لأول مرة في بطولة WT20I ضد قطر في كأس الخليج للسيدات بدول مجلس التعاون الخليجي. فازت جوخالي بأول جائزة لها كأفضل لاعبة في المباراة في السلسلة الثنائية بين الإمارات وهونج كونج، حيث حصلت على 3 ويكيت لمدة 14 جولة خلال 4 فترات.
في يونيو 2022م كانت أيضًا ضمن تشكيلة الإمارات العربية المتحدة في تصفيات آسيا لكأس العالم 2022 توينتي للسيدات تحت 19 عامًا التي أقيمت في ماليزيا.
في سبتمبر 2022م تم اختيار جوخالي ضمن تشكيلة الإمارات العربية المتحدة لتصفيات كأس العالم للسيدات 2022 ICC Women's T20 World Cup Qualifier التي أقيمت في أبو ظبي بدولة الإمارات العربية المتحدة.
في أكتوبر 2022م تم اختيار جوخالي ضمن تشكيلة منتخب الإمارات لكأس آسيا توينتي للسيدات 2022 Women's Twenty20 Asia Cup .
في يناير 2023م تم اختيار جوخالي ضمن تشكيلة منتخب الإمارات لكأس العالم 2023 للسيدات تحت 19 عامًا توينتي20 التي أقيمت في جنوب إفريقيا.

## أنظر أيضا
- قائمة لاعبات منتخب الإمارات العربية المتحدة للكريكت في تونتي20 الدولية

## روابط خارجية
سيا جوخالي at ESPNcricinfo 